# 油彩粉紅趾蜘蛛
油彩粉紅趾蜘蛛（學名：Caribena versicolor）捕鳥蛛科下的一種樹棲蜘蛛，原産於加勒比海的瓜德羅普島和馬提尼克，性情溫順且色澤豔麗，因此常被當做寵物來飼養。
其种加词“versicolor”意为“颜色多样的”。

## 习性

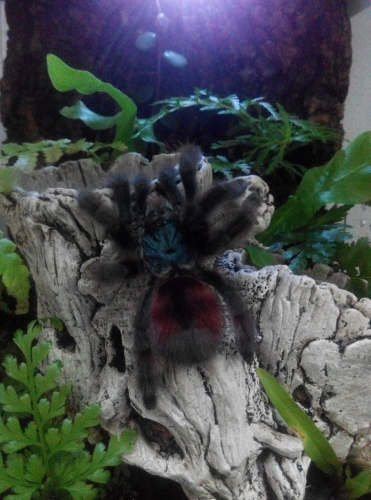

### 食性
它会吃各种昆虫，包括成体蟋蟀，蝗虫，蟑螂，尤其是飞行昆虫，如蜡蛾。从性质上讲，他们还会捕食小蜥蜴，但人工饲养中通常不会捕食哺乳动物。毒性對人有微毒，不適用於敏感體質

### 性情
油彩粉紅趾蜘蛛屬於溫順的蜘蛛，不過牠們也能夠進行很快速的爬行並能跳躍超過 30（12英寸） 高。和其他 Aviculariinae 亞科的物種一樣，牠們也具有用來防禦的類型 II 螫毛。不過和其他具有地域性的新熱帶界捕鳥蛛不同的是，牠們多半並不會刷下這些螫毛。牠們很少會咬人，多半會選擇逃跑或是向敵人噴射出糞便。

### 環境配置
在野外的所有avicularia物种，主要是树栖 ，会在植物上筑巢，而不是在地面上，因此饲养相应具备高度。相对较高的湿度， 使他们需要一个通风良好环境。如果使用一个宽高的水族箱，最好配上一个背景板供其攀爬。如果环境太干，蜘蛛会状态不好。
铺设4至5厘米的潮湿的蛭石和泥炭苔混合垫材，并种植几棵活植物效果更好。 活植物尽量形成枝干交错的形状，不但会提供良好的栖息地，方便建立家园，而且创造了良好产卵场所。

### 交配
交配前应充分喂食雌性，以减少其交配过程中的食欲。1L幼体需要一个通风良好，足够潮湿的环境。

### 蛻皮
是对外骨骼，口器，呼吸系统，胃，生殖器等的更新改造过程，蜕皮前会数周停食，拉丝及脱毛现象，不可过于打理，蜕皮期间应适当提高湿度，防止出现蜕皮失败的后果，蜕皮后，应在一周后开始喂食。

## 外部連結
- Caring for Avicularia versicolor
- Tarantulas of the Genus Avicularia
- Photos of Avicularia versicolor （页面存档备份，存于） and other 13 Avicularia （页面存档备份，存于） species in gallery of tarantulas （页面存档备份，存于）.
- Antilles Pink Toed Tarantula （页面存档备份，存于） - description